# Bezuidenhout
Bezuidenhout (de zuid "Sul" e hout "floresta"), literalmente "a sul de uma floresta", mais especificamente significa ao sul da floresta em Den Haag, Bezuidenhout é um bairro (holandês: "wijk") a sudeste do parque "Haagse Bos" de Haia, na Holanda. Bezuidenhout inclui a área financeira Beatrixkwartier perto da Estação Central e ruas como Bezuidenhoutseweg, Juliana van Stolberglaan, Laan van Nieuw Oost-Indië, Prins Clauslaan e Theresiastraat. Segundo o censo de 2017 o bairro possuia 16.700 habitantes.
O bairro fazia parte da Europa ocupada pelos alemães durante a Segunda Guerra Mundial, Bezuidenhout foi bombardeado por engano pela Royal Air Force em um bombardeio que matou centenas de civis. A área-alvo era o parque florestal adjacente "Haagse Bos", usado pelos alemães para lançar foguetes V-1 e V-2, mas todas as bombas erraram o alvo da floresta por mais de 500 jardas (460 m) devido a um erro na leitura do mapa, condições nubladas e tolerância incorreta para o vento. O erro causou a morte de 511 civis.
Como ninguém tinha certeza sobre o que fazer após a devastação, não havia planos para reconstruir o bairro até 1962, quando David Jokinen viu uma oportunidade de acabar com a situação em que a estação Staatsspoor e o Hollands Spoor serviam cada um apenas parte do o tráfego ferroviário. Seu plano incluía a demolição da Estação Staatsspoor. Seu plano provocou discussões acaloradas. O plano não foi implementado, em parte porque só foi apresentado quando a tomada de decisão finalmente atingiu um estágio avançado. Hoje, a estação ferroviária Den Haag Centraal fica no lugar da estação Staatsspoor.
Em 1963, Bezuidenhout foi a primeira grande área de teste para televisão a cabo na Holanda. Nas primeiras quatro semanas do teste, 1.700 residências foram conectadas ao sistema. O grande sucesso do experimento acelerou a disseminação do então novo fenômeno.